# Morte e funeral de Juan Domingo Perón

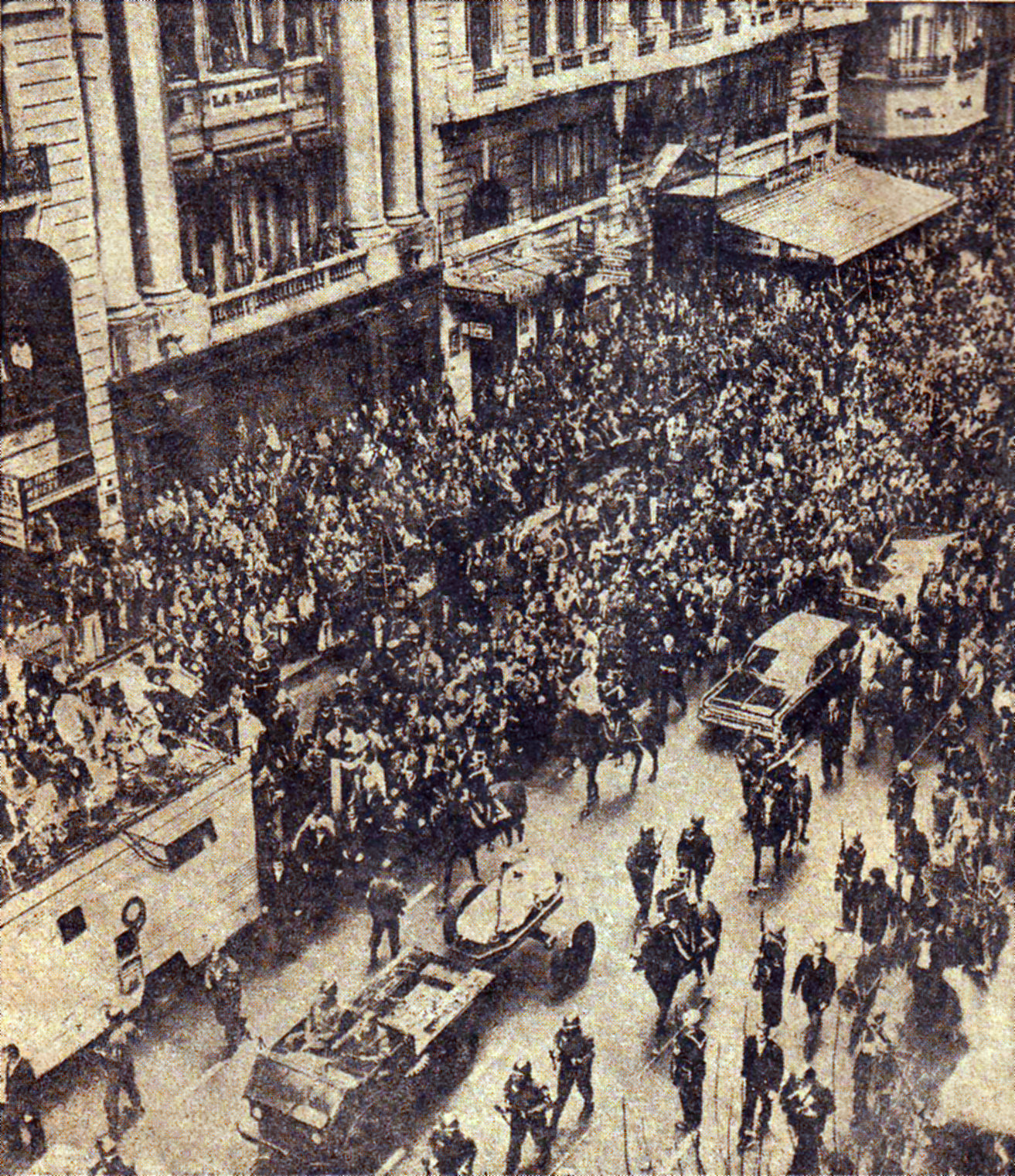
O cortejo fúnebre transitando pela Avenida de Mayo.

Juan Domingo Perón faleceu durante o exercício do cargo de Presidente da Argentina em 1 de julho de 1974, aos 78 anos. A causa de sua morte foi parada cardíaca, resultado do agravamento da doença arterial coronariana que ele sofria há vários anos.
María Estela Martínez de Perón, sua esposa e vice-presidente, anunciou a morte para a Argentina dizendo "com muita dor, devo transmitir ao povo, o falecimento de um verdadeiro apóstolo da paz e da não violência".
Logo após sua morte, seu corpo foi velado na capela da Quinta de Olivos, vestido com uniforme militar. Na manhã de 2 de julho, o corpo foi levado à Catedral Metropolitana, onde se realizou uma missa de corpo presente. O caixão foi colocado em uma carruagem, onde foi levado novamente para o Congresso Nacional da Argentina, onde permaneceu velado até às 9h30 do dia 4.
Enquanto o corpo era velado no Congresso, 135 mil pessoas passaram diante do caixão. Do lado de fora, mais de um milhão de argentinos ficaram sem dizer o último adeus à Perón. Dois mil jornalistas estrangeiros relataram todos os detalhes do funeral.
Após vários dias de luto nacional, no qual o corpo foi velado no Congresso Nacional por centenas de milhares de pessoas, seus restos mortais foram transferidos para uma cripta na Quinta Presidencial de Olivos. Em 17 de novembro de 1974, os restos mortais de Eva Perón, que permaneceram na Espanha, foram transferidos de volta para a Argentina, pelo governo de Maria Estela Martínez de Perón e sendo sepultado na mesma cripta. Enquanto isso, o governo começou a projetar o Altar de la Patria, um gigante mausoléu onde abrigaria os restos mortais de Juan Perón, Evita Perón e de todos os heróis da Argentina.

## Reações internacionais
- Brasil: O ex-presidente brasileiro, Juscelino Kubitschek, expressou em uma declaração que "Perón sabia sobre o Calvário e a ressurreição. No final, o destino reservou para ele a glória de ser restaurador da democracia".
- Colômbia: O presidente colombiano, Misael Pastrana Borrero, expressou através de uma declaração que "ele não era apenas um estadista, mas também um dos motoristas mais importantes da América Latina".
- Peru: O primeiro-ministro peruano, Edgardo Mercado Jarrin, declarou: "Perón foi a figura política mais importante da Argentina deste século. Por causa de seu carisma, seus dons como estadista e porque sabia como unir e mobilizar a opinião pública à sua volta, o general Perón desempenhou um papel transcendental na vida de seu povo".
- Uruguai: O presidente uruguaio, Juan María Bordaberry, referindo-se a Perón, disse que "lutou por uma ação ibero-americana revitalizada para levar ao continente as formas de integração compatíveis com a nossa independência e desenvolvimento".[1]